# 殺人ワークショップ
『殺人ワークショップ』（さつじんワークショップ）は、2014年に日本で公開されたサスペンス・スリラー映画。併映は同じく白石監督の『超・暴力人間』。
キャッチコピーは「殺人が魂を開放する」

## 概要
キャッチコピーどおり「殺したい人間を自らの手で抹殺することで自分の心を救済する」という、一般には到底受け入れられないであろうタブーに踏み込んだ「超問題作」。
元々はENBUゼミナールの映像俳優コースで講師を務めた白石晃士が中心になって制作した卒業作品である。一般にも3回公開され、劇場公開を望む声が大きかったことから、30分程度の小品だったものを、「完全版」として長編に再編集した。
当初の構想では、よりオカルト的なものになっており、「クライマックスでは霊と対決する」といったものもあったが、諸事情で実現できなかった。

## あらすじ
常日頃から恋人である高木からのDVを受けていたアキコ。ある日、役者になるためにワークショップを受講したいと彼に話すが、「ブス」「キチガイ」と罵倒された挙句、殴る蹴るの暴行を受ける。暴力の嵐が過ぎた後、彼女の携帯電話に「ワークショップのご案内」の件名でメールが届く。
```
あなたの周りに殺したい人はいませんか? (中略)これはそんな殺したい目標を実際に殺すための「殺人ワークショップ」です。(後略)
```

役者になるワークショップの為に貯めていた資金を手に取ったアキコは、メールに指定された場所へ向かう。そこでは講師の江野がアキコ以外にも参加者を集めており、彼らは各々が殺したい人物を確実に殺すために2泊3日で訓練する、「実践型」ワークショップを行うことになる。

## 主な登場人物
モリ アキコ
演 - 木内彬子
本作の主人公。恋人からのDVに耐えかね、ワークショップに参加する。
江野 祥平
演 - 宇野祥平
参加者から大金を集め、「殺人ワークショップ」を開催する講師。参加者に対しては粗野な言動で手を出す感情的な部分が目立つが、一方で凶器の扱いに手馴れ、罪悪感無く冷静に殺人を行う一面を持つ。
エミ
演 - 西村美恵
殺したい対象は、仲良くしていた年下の男。自分は彼と付き合っていると思っていたが、彼からはあくまでも友達の1人と答えられ、思い切ってキスを求めたところぶたれた上に罵倒され、連絡が取れなくなったため。
ヒデトシ
演 - 徳留秀利
殺したい対象は、バイト先の職場で一番仲の良かった友人のウメザワを自殺に追い込んだ同僚の2人組。友人が自殺した後も一向に反省しない2人を見て、ワークショップ参加を決意する。
ミサキ
演 - 井ノ川岬
殺したい対象は、1年半ほど付き合っていたホスト。彼が浮気を繰り返した末、子供を作って結婚した事に恨みを持つ。まず彼の妻と子供を先に殺し、苦しめた後に本人を殺したいと語る。
アサミ
演 - 伊藤麻美
殺したい対象は、自分の妹。自分は働いて家に給料を入れている一方で、妹はその家からの仕送りで遊んでばかりで、なおかつだらしない妹に代わり自分が「いい子」でいるにもかかわらず、自分より愛想が良く、世間体のいい彼女に嫉妬している。
ユウマ
演 -杉木悠真
殺したい対象は、特になし。自称「快楽殺人者」で、イヌやネコを殺していたがそれに飽き、人間を殺しても捕まらない方法を学ぶために参加した。実際は、動物を殺す際も事前に毒物を利用して弱らせ、歯向かわないようにしてから手にかけるなど気が弱い。動機が不純であるためか、江野は当初から彼を「練習台」として利用し、他の参加者のワークショップへ対する本気度を確認する事を決めていた。
ホスト
演 -重田裕友樹
ミサキのターゲット。
職場の同僚2人組
演 - 川連廣明
演 - 須田浩章
同僚の友人を自殺に追い込んだのみならず、その事を気に病むこともなく、逆に「弱い奴が淘汰された」として変わらず傍若無人に振舞ったため、復讐の対象となる。
高木 良助
演 - 細川佳央
恋人にDVを繰り返す男。『戦慄怪奇ファイル コワすぎ!FILE-02【震える幽霊】』に登場する「高木良助」の、その後の姿だとされる。

## スタッフ
- 監督 - 白石晃士
- 脚本 - 白石晃士
- 撮影 - 白石晃士
- 編集 - 白石晃士
- 撮影助手 - 米山舞
- ラインプロデューサー - 田坂公章
- 撮影監督 - 岩永洋
- 録音 - 小坂将人
- 編集 - 宮崎歩(studio view)
- 特殊造形・特殊メイク - 相蘇敬介
- 特殊メイク助手 - 戸上大資
- 演出応援 - 中川究矢
- 制作応援 - 松尾圭太
- 協力 - 梅澤嘉郎・前田直
- 主題歌 - 「卵のエチュード」

作詞・作曲・歌・演奏：北村早樹子

## 映像ソフト
- DVD

2015年6月3日発売。